# Chama gryphoides
Chama gryphoides is een tweekleppigensoort uit de familie Chamidae. De wetenschappelijke naam werd gepubliceerd in 1758 door Carl Linnaeus in de tiende editie van Systema naturae.